# Tân Sơn, Quỳnh Lưu
Tân Sơn là một xã thuộc huyện Quỳnh Lưu, tỉnh Nghệ An, Việt Nam.
Xã Tân Sơn có diện tích 31,33 km², dân số năm 1999 là 8.329 người, mật độ dân số đạt 266 người/km².